# Gastroscyphus
Gastroscyphus is een monotypisch geslacht van straalvinnige vissen uit de familie van de schildvissen (Gobiesocidae).

## Soort
- Gastroscyphus hectoris (Günther, 1876)